# Пећина Орловача
Пећина Орловача (Савина пећина) је пећина која се налази на брду Орловача, у селу Сумбуловац, Општина Пале, Република Српска, БиХ. Дужина пећине је 2.500 метара. Орловача је једина пећина у Републици Српској која је оспособљена за туристичке посјете. Ова пећина је под заштитом Завода за заштиту културно историјског и природног насљеђа Републике Српске.
Пећина Орловача је организациона јединица у склопу ЈУ "Културно спортски центар" Пале 

## Специфичности
У пећини Орловача су пронађени остаци пећинског медвједа (Ursus spelaeus), као и инсект из породице Coleoptera, рода Charonitis, подврсте — Zoopai orlovancensis.